# Mammillaria
Mammillaria es uno de los géneros de cactus más grandes de la familia Cactaceae, contiene más de 350 especies y variedades reconocidas. Su especie tipo fue descrita por vez primera por Carolus Linnaeus como Cactus mammillaris en 1753, nombre derivado del latín mammilla = tubérculo, en alusión a los tubérculos que son una de las características del género. La mayoría son nativas de México, del sur de los Estados Unidos, las Antillas y las costas de Venezuela.

## Descripción
La característica distintiva del género es el desarrollo de la areola, que está dividida en dos partes claramente separadas, una en el ápice y otra en la base o axila. La parte axilar no es espinosa, pudiendo estar recubierta por cerdas o lanas, no obstante. Es la parte de la areola que produce las flores y los frutos y punto de ramificación. La parte apical en ciertas condiciones puede funcionar también como punto de ramificación, aunque sin producir flores.
En general, son plantas de forma globosa o cilíndrica con tamaños que varían desde 1 a 20 cm de diámetro por 1 hasta 40 cm de altura. Las raíces son fibrosas, carnosas o tuberosas. No poseen costillas, el cuerpo está formado por tubérculos cónicos, cilíndricos, piramidales o redondos llamados mamilas y pueden crecer de forma solitaria o agrupados en masas de hasta 100 cabezas dispuestas en simetría radial. Las espinas nacen en el ápice de los tubérculos y son tan diversas como las especies, pudiendo ser largas o cortas, rectas o en forma de gancho, con aspecto de cerda o suaves como cabellos, incluso hay especies carentes de ellas. Los colores van del blanco, amarillo, rojo hasta marrón oscuro. 

Las flores están usualmente dispuestas en un anillo alrededor de la corona, en la zona que creció el año anterior. La mayoría de las especies tienen flores pequeñas a medianas, de colores blanco, amarillo, rojo, rosa puros o con una vena central de otro color en cada pétalo. 

Los frutos son bayas globulares o alargadas, blandas de color rojo brillante, raramente verde o blanco. Las semillas, marrones o negras, tienen de 1 a 3 mm.

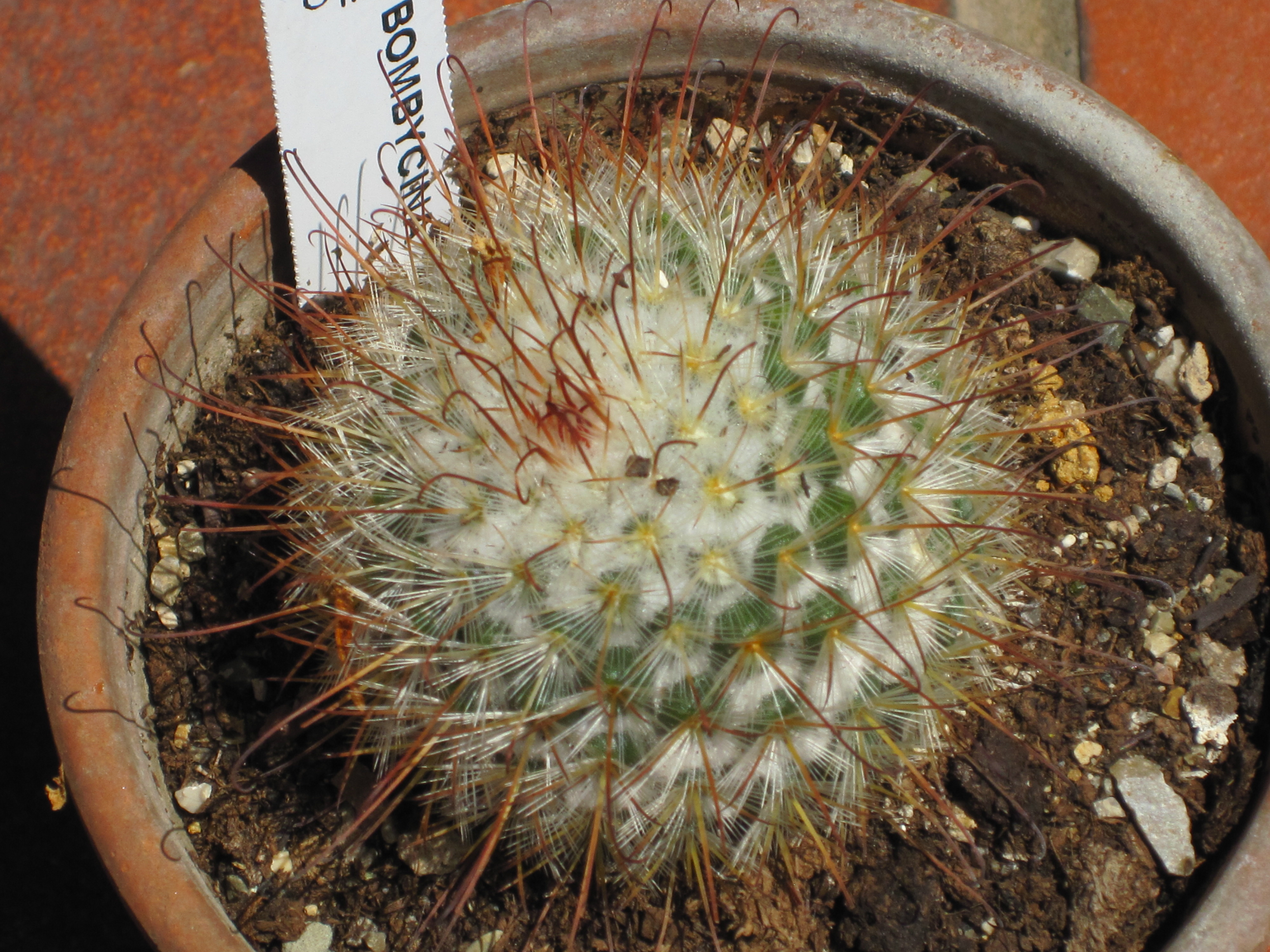
Mammillaria bombycina

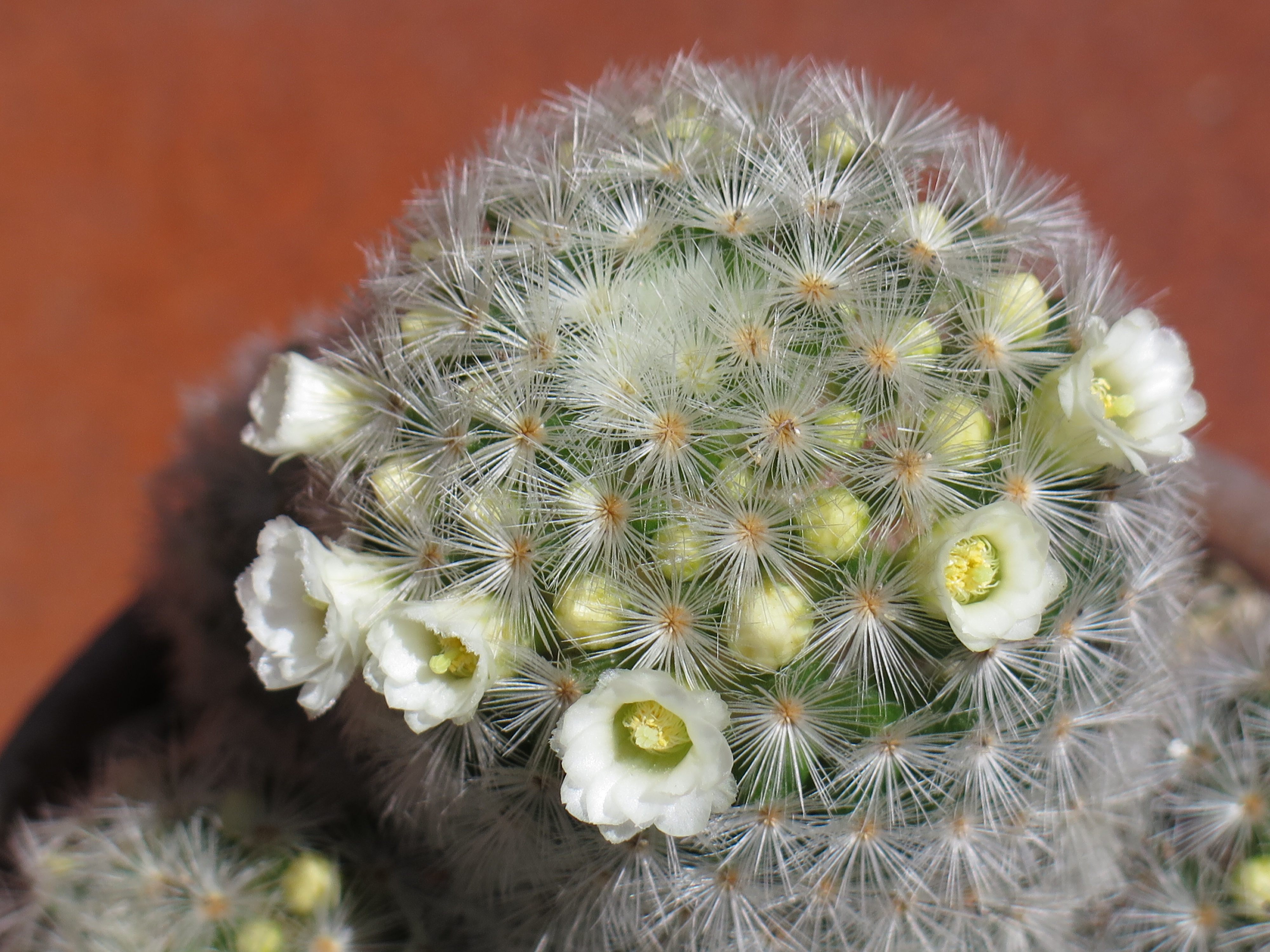
Mammillaria carmenae

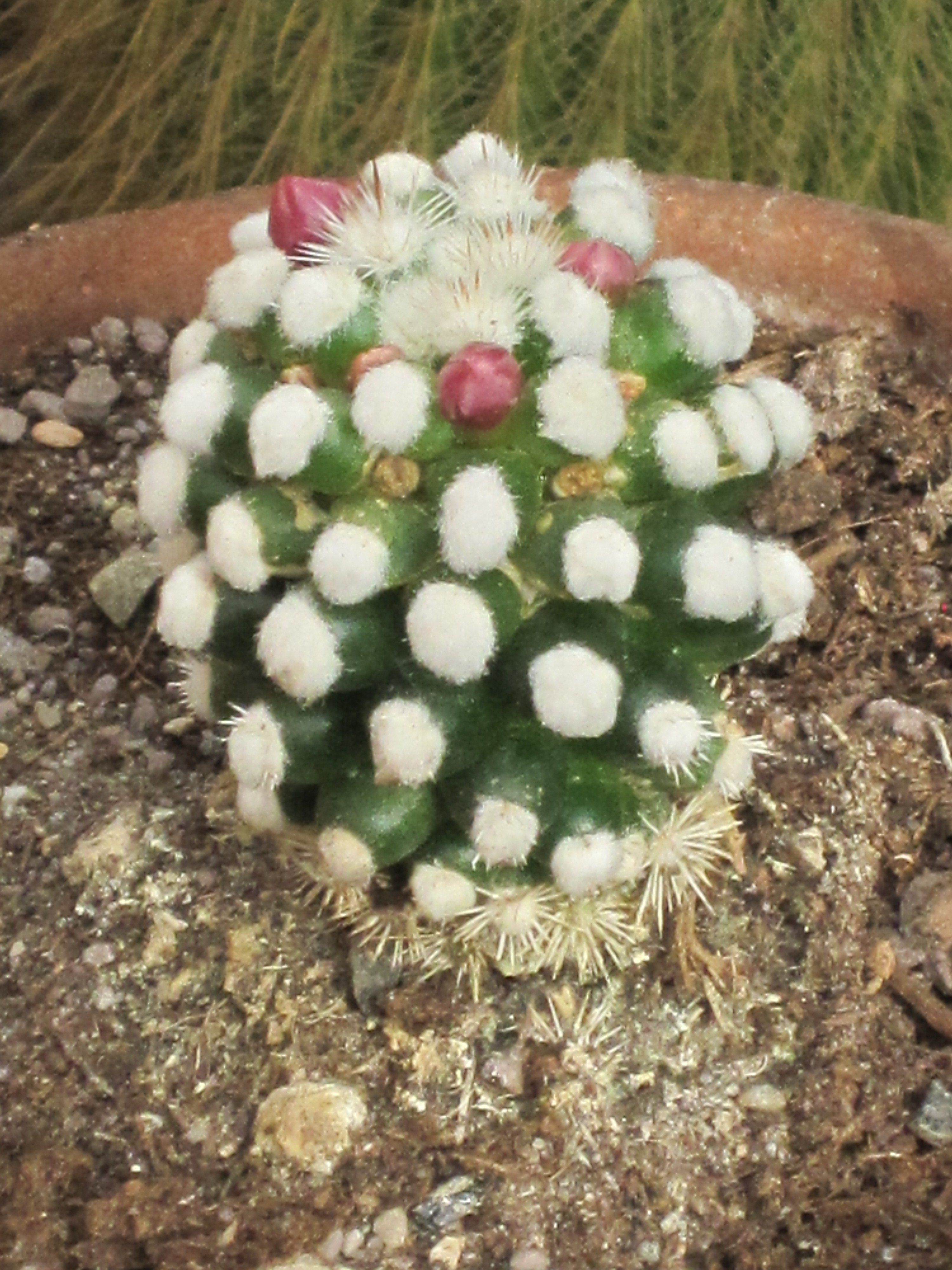
Mammillaria gracilis cv. oruga

## Taxonomía
El género fue descrito por Adrian Hardy Haworth y publicado en Synopsis plantarum succulentarum ... 177–178, en 1812.
Etimología
Mammillaria: nombre genérico que fue descrito por vez primera por Carolus Linnaeus como Cactus mammillaris en 1753, nombre derivado del latín mammilla = tubérculo, en alusión a los tubérculos que son una de las características del género.

## Sinonimia
- Bartschella Britton & Rose
- Cactus L.
- Chilita Orcutt
- Cochemiea (K.Brandegee) Walton
- Ebnerella Buxb.
- Haagea Fric
- Krainzia Backeb.

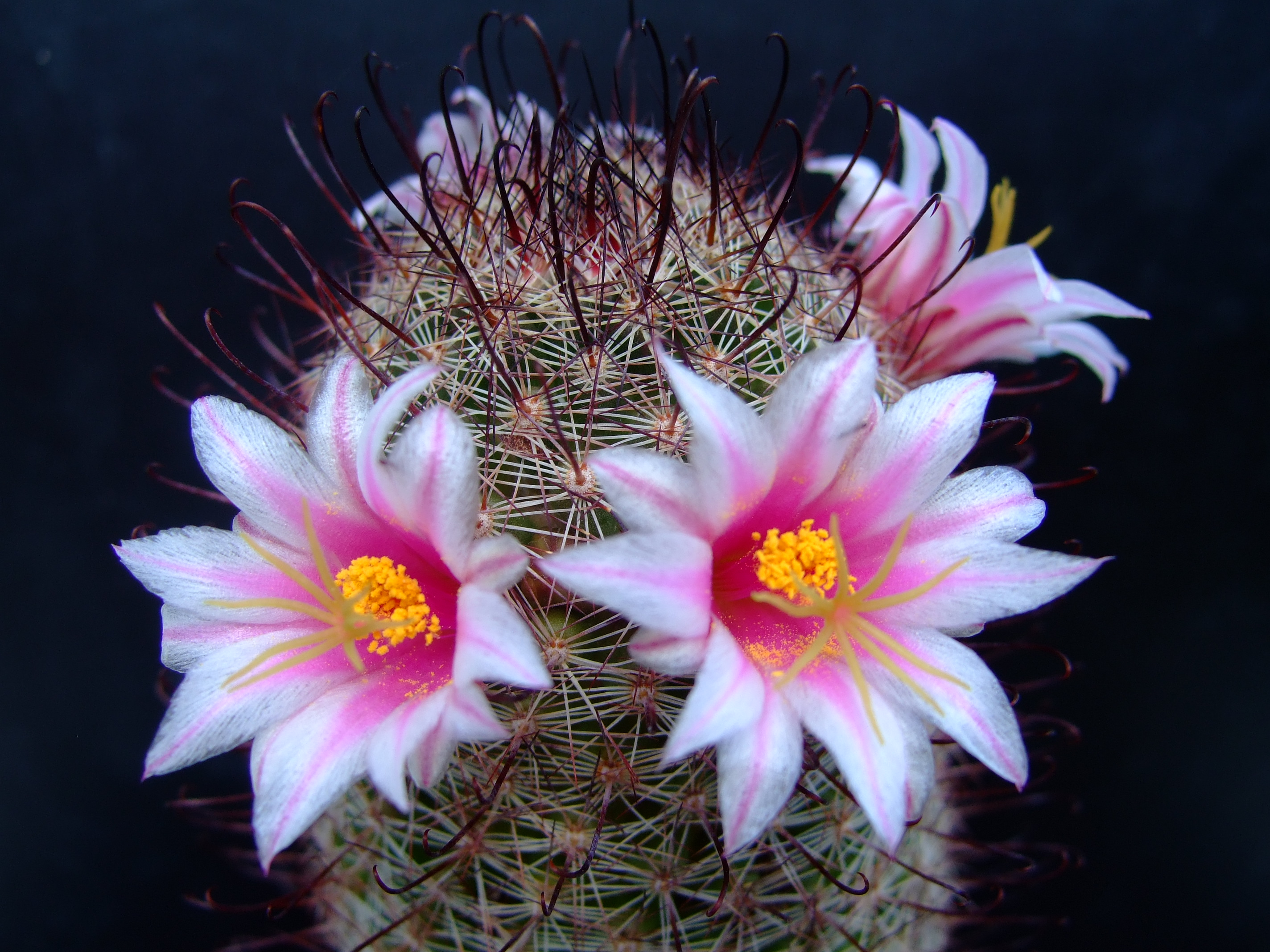
Mammillaria sheldonii

- Lactomammillaria Fric (nom. inval.)
- Leptocladia Buxb.
- Leptocladodia Buxb.
- Mamillaria F.Rchb. (orth. var.)
- Mamillopsis (E.Morren) F.A.C.Weber ex Britton & Rose
- Mammariella Shafer (nom. inval.)
- Mammilaria Torr. & A.Gray (orth. var.)
- Neomammillaria Britton & Rose
- Oehmea Buxb.
- Phellosperma Britton & Rose
- Porfiria Boed.
- Pseudomammillaria Buxb.
- Solisia Britton & Rose

1. ↑  CactiGuide.com. «Notes for the Genus: Mammillaria» (en inglés). Consultado el 2 de abril de 2013.
2. ↑  Mammillaria en Trópicos

1. ↑  A junio de 2007